# NetJets
NetJets est une compagnie aérienne américaine (code IATA 1I, code ICAO EJA), filiale du groupe Berkshire Hathaway et qui propose de la propriété partagée et de la location de jets privés.
La compagnie a été refondée en 1986 par Richard Santulli et rachetée en 1998 par le milliardaire Warren Buffett. Elle possède ou gère environ 604 avions et son siège se trouve à Columbus (Ohio).

## Histoire
Fondée en 1964 sous le nom de Executive Jet Aviation, NetJets Inc. est l'une des premières entreprise privée de charter sur jets d'affaires et de gestion de jets. Parmi les membres fondateurs du conseil d'administration, on trouve les généraux de l'Air Force Curtis E. LeMay et Paul Tibbets, un avocat de Washington et ancien pilote militaire Bruce Sundlun (en) et les célébrités James Stewart et Arthur Godfrey. Le président du conseil d'administration initial est le général de brigade de l'Air Force à la retraite Olbert F. (« Dick ») Lassiter,. Executive Jet Aviation effectue ses premiers vols en 1964 avec une flotte de dix Learjet 23. Bruce Sundlun devient président de Executive Jet Aviation en 1970 et Paul Tibbets en 1976. À la fin des années 1970, Executive Jet Aviation avait environ 250 clients sous contrat et enregistrait plus de trois millions de miles par an.
En 1984, un ancien cadre de Goldman Sachs, Richard Santulli (en) rachète Executive Jet Aviation Corporation et en devient le président directeur général. En 1986, il crée le programme Netjets, le premier programme de propriété partagée d'avion. En 1998, client depuis trois ans de Netjets et président directeur général de Berkshire Hathaway, Warren Buffett achète Netjets Inc..
En aout 2009, Richard Santulli démissionne de son poste de directeur général et est remplacé par David Sokol (en). Après le départ de Richard Santulli, Netjets Inc. déménage son siège social du New Jersey à sa ville d'origine, Columbus dans l'Ohio.
Le 30 mars 2011, Sokol démissionne de façon inattendue et est remplacé par le vice-président Jordan Hansell.

## Services
NetJets vend une partie d'un avion choisi entre différents types d'avions disponibles lors de l'achat. L'acheteur de cette partie d'avion est considéré comme un « propriétaire ». Le client a accès au confort, au gain de temps du vol d’un point à un autre en jet privé. Ce type de vol permet d'accéder à plus d'aéroports, souvent plus petits permettant de réduire le temps de trajet total. Pour chaque vol, le client peut choisir le lieu de départ et d'arrivée et l'heure de départ. Ce type de voyage coûte plus cher qu'une compagnie aérienne « classique » mais moins que de posséder, gérer et affréter un jet privé du même type.
NetJets propose deux moyens de voler sur ses avions :
- la propriété partagée : le prix est un pourcentage du prix d'achat de l'avion complet sur le marché. Les propriétaires ont un accès garanti à leur avion demandé, dans les dix heures, pour un nombre d'heures de vol dépendant de la part achetée, entre 50 et 400 heures. Si l'avion acheté n'est pas disponible quelle qu'en soit la raison, un autre avion du même type ou plus gros est proposé. Chaque mois, les propriétaires payent des frais de maintenance et des heures de vol effectuées[9]. Ces heures de vol ne sont comptabilisées que lorsque le client ou un invité est à bord de l'avion pas lors de vol de convoyage vers l'aéroport de départ ;
- la Private JetCard : ce service s'adresse aux personnes volant moins de 50 heures par an, nombre d'heures minimum pour accéder à l'offre de propriété partagée ou ne voulant pas s'engager pour une durée de cinq ans. Tous les coûts sont compris et vendus par tranches de 25 heures[10].

## Flotte

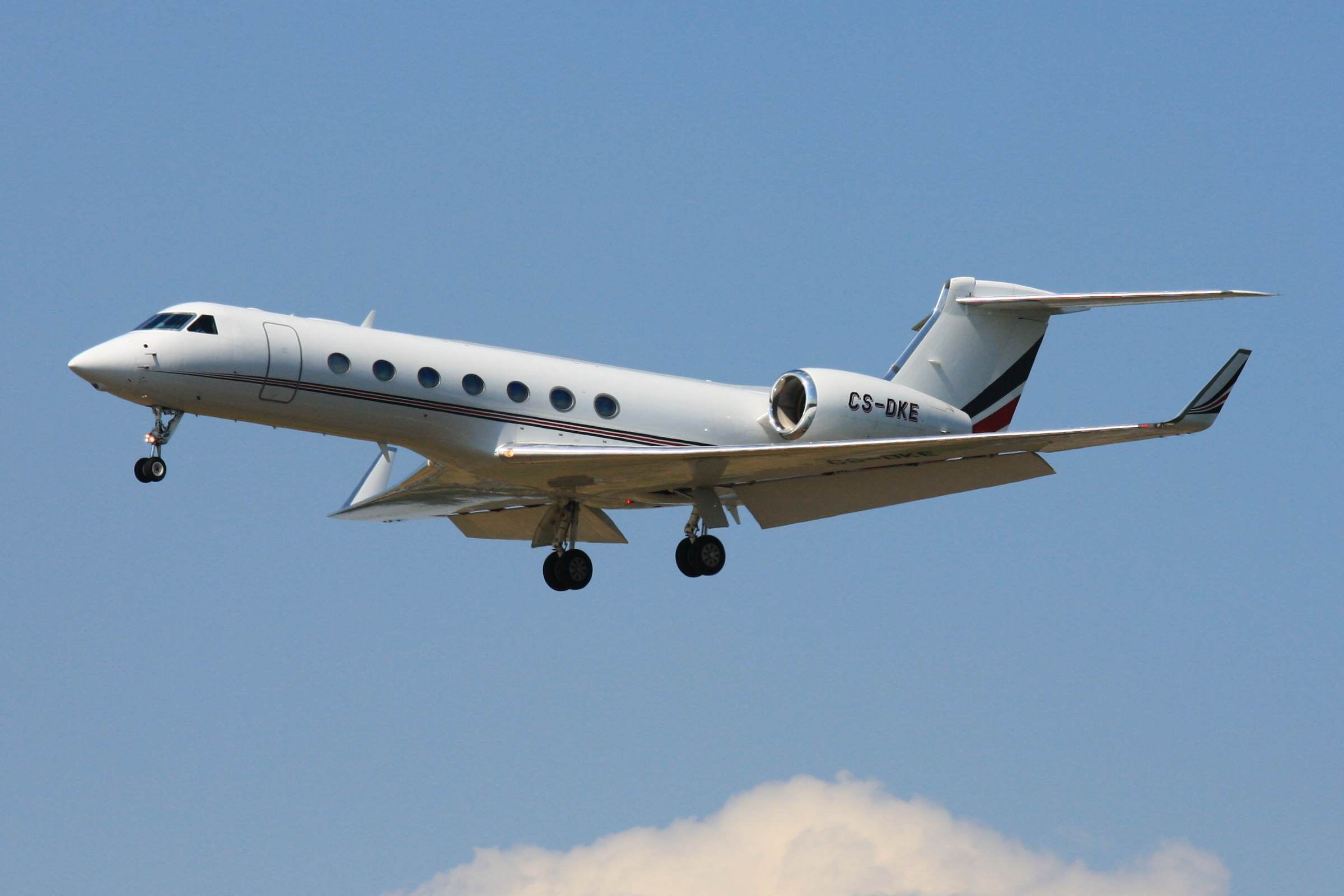
Un Gulfstream G550 de NetJets à l'atterrissage.

La flotte de Netjets est composée d'environ 340 jets d'affaires. Les avions sont classés par taille de cabine :
Light Cabin
- Cessna Citation Bravo ;
- 62[11] Cessna Citation Ultra/Encore ;
- 21[11] Hawker 400/400XP ;
- 89[11] Cessna Citation XLS/Excel ;

Midsized Cabin
- 2[11] Hawker 750 (en) ;
- 33[11] Hawker 800/800XP ;
- 5[11] Hawker 900XP (en) ;
- 13[11] Cessna Citation Sovereign ;
- 58[11] Cessna Citation X
- Hawker 4000 ;
- 27[11] Gulfstream G200 ;
- Bombardier CL350 Challenger.

Large Cabin
- 30[11] Dassault Falcon 2000/2000EX ;
- Dassault Falcon 7X ;
- Gulfstream IV/450 ;
- Gulfstream V ;
- Gulfstream G550.
- Bombardier CL650 Challenger.
- Bombardier Global Express.